# Myosotis laeta
Myosotis laeta är en strävbladig växtart som beskrevs av Thomas Frederic Cheeseman.
Myosotis laeta ingår i släktet förgätmigejer, och familjen strävbladiga växter. Inga underarter finns listade i Catalogue of Life.